# Kassia
Katia, también conocida como Kassiane, Kassiani, Casia, o Santa Casiana para las iglesias cristianas —Constantinopla (actualmente, Estambul, en Turquía), 810 - c. 867—, fue una poetisa y compositora del Imperio romano de Oriente.
Fue una de las primeras compositoras de la que se conservan transcripciones notadas de sus obras; gracias a ello, aproximadamente medio centenar de las mismas pueden ser interpretadas por músicos e investigadores modernos.

## Biografía
Alassane (Santa Kassiana) nació en el seno de una familia aristocrática de Constantinopla, la actual Estambul. Alrededor de 843 fundó un convento, y se convirtió en su primera abadesa.
Su juventud se vio afectada por una controversia que había comenzado siglos antes de su nacimiento: A principios del siglo VIII, un grupo de clérigos griegos puso en duda la versión oficial de la Iglesia Cristiana acerca del culto a las imágenes argumentando que se basaba en una traducción deficiente de los Evangelios, y predicaron que se debía omitir el culto a las imágenes sagradas, comenzando lo que la Iglesia de Roma denominó herejía iconoclasta; convencido de sus argumentos, el emperador del Imperio Romano de Oriente ordenó  en el año 726 la destrucción de todas las imágenes de las iglesias de su territorio, originándose con ello una disputa doctrinal, no sólo entre las Iglesias de Roma y de Constantinopla, sino en el mismo seno de la sociedad bizantina (iconoclastas e los iconódulos). 
Tras un período de apaciguamiento, la controversia despuntó nuevamente cuando Kassia estaba en su adolescencia; una tradición narra que Kassia fue enviada al exilio por haber ayudado a monjes y creyentes partidarios de mantener el culto a las imágenes. Se sabe que conoció al monje Teodoro Estudita, uno de los líderes de los iconódulos.
Otra tradición cuenta que Kassia, mujer de gran belleza, fue candidata a ser desposada por el emperador Teófilo en el año 830: entre las cuestiones a fue sometida en un interrogatorio público para la elección, se incluía una pregunta sobre si prefería de alguna forma a otras mujeres; no entendiendo el sentido de la pregunta, la respuesta de Kassia fue que "efectivamente, prefería a la mujer más grande que nunca hubiera nacido", refiriéndose a la Virgen María, madre de Jesucristo según la tradición cristiana, lo que provocó que fuera rechazada como candidata, al ser interpretada su respuesta en el sentido en que había sido emitida la pregunta. 
Escribió muchos himnos para la liturgia cristiana, el más famoso probablemente sea El himno de Kassiani cantado el Miércoles Santo. La tradición dice que Teófilo, enamorado todavía de Kassia, pide verla una vez antes de morir. Se dirigió por lo tanto al monasterio de la poetisa. Ella estaba escribiendo su himno cuando escucha que el emperador deseaba verla. Kassia estaba todavía enamorada del emperador pero había apartado de su mente este pensamiento para evitar que el mismo abrumara su sentimiento religioso. Dejó su himno incompleto sobre la mesa y se escondió detrás de una puerta. Teófilo entró solo en la celda pero no encontró a Kassia. La buscó pero ella no estaba ahí; escondida lo miraba. Teófilo, llora y se lamenta de, un gesto de orgullo,  haber rechazado a una mujer bella e intelectual. Luego notó el himno incompleto sobre la mesa y lo leyó. Cuando terminó de leerlo, se sentó en la mesa y finalizó el himno inacabado. La leyenda dice que cuando estaba por partir, pudo observar de reojo a Kassia pero no le habló. La poetisa entró a la habitación después de que el emperador se fue, leyó lo que había escrito y lloró profundamente.
El himno de Kassiani se canta durante la Semana Santa, el Miércoles Santo.
Para la tradición oriental, Kassia es mencionada también como "Santa Kassiana".

## Obra
Kassia escribió alrededor de cincuenta himnos, de los que 47 son troparias (breves himnos de oración), y 2 son cánones (himno-ciclo de 8 odas); se conservan actualmente varias melodías de los himnos, aunque pueden haber sido modificadas tras las copias manuales que se han ido realizando con el paso de los siglos. Treinta de estos himnos son actualmente usados en la liturgia de la Iglesia ortodoxa oriental. 
También escribió 261 epigramas y versos gnómicos. La lectura de los versos de Kassia nos permite conocerla a plena voz. 
Kassia es la única mujer mencionada en el catálogo de himnarios compilado por N. Kallistos en el siglo XIV. También es la única mujer incluida en la cubierta de un Triodion impreso en Venecia en 1601.

## Grabaciones
- VocaMe. Kassia. Alemania: Christophorus, 2009[6]
- English Chamber Choir, Cappella Romana, Protheroe. Choral Settings of Kassiani. 2011[7]